# イーグル (装甲車)
モワク イーグル（MOWAG Eagle）は、スイスのモワク社が設計し、2003年から生産が開始された、軽装輪装甲車ファミリーである。4輪駆動型と6輪駆動型があり、シャーシと駆動系コンポーネントは両者で共通となっている。
なお、モワク社はのちにGeneral Dynamics European Land Systems（GDELS）の一部となっており、メーカー名はGDELSと表記される場合もある。

## 概要
オリジナルのイーグルIは、アメリカ製ハンヴィーのシャーシと足まわりをベースとしており、改良型のイーグルIIとイーグルIIIは、改良型のハンヴィーECV（Expanded Capacity Vehicle：能力向上型。M1114以降の型）のシャーシと足まわりを使用している。現在の生産型は、同じモワク社製のDuro IIIP軍用トラックのシャーシをベースとしたイーグルIVである。
防御力については、防弾能力はSTANAG 4569のレベル3、耐爆能力はレベル2aを満たすものとなっている。
2022年3月、日本防衛省防衛装備庁は「軽装甲機動車の後継装備品」を三菱重工業、丸紅エアロスペースと契約。丸紅エアロスペースがイーグルを提案している。
|          | VBL      | LMV       | コブラ   | 軽装甲機動車 | イーグル | エノク  |
| -------- | -------- | --------- | -------- | ------------ | -------- | ------- |
| 画像     |          |           |          |              |          |         |
| 全長     | 3.87 m   | 5.50 m    | 5.23 m   | 4.40 m       | 5.37 m   | 4.82 m  |
| 全幅     | 2.02 m   | 2.05 m    | 2.22 m   | 2.04 m       | 2.16 m   | 1.90 m  |
| 全高     | 1.70 m   | 1.95 m    | 2.10 m   | 1.85 m       | 2.00 m   | 1.90 m  |
| 重量     | 約3.59 t | 約6.5 t   | 約6.2 t  | 約4.5 t      | 約8.5 t  | 約5.4 t |
| 最高速度 | 95 km/h  | 130 km/h  | 115 km/h | 100 km/h     | 110 km/h | 96 km/h |
| 乗員数   | 2 - 3名  | 1+3 - 6名 | 1+8名    | 1+3 - 4名    | 1+4名    | 2 - 6名 |

|          | EQ2050   | GAZ-2330 | ハスキーTSV     | ホークアイ | KLTV     | L-ATV    |
| -------- | -------- | -------- | --------------- | ---------- | -------- | -------- |
| 画像     |          |          |                 |            |          |          |
| 全長     | 4.97 m   | 5.70 m   | 5.84 - 6.86 m   | 5.78 m     | 4.90 m   | 6.2 m    |
| 全幅     | 2.134 m  | 2.30 m   | 2.438 m         | 2.39 m     | 2.20 m   | 2.5 m    |
| 全高     | 1.916 m  | 2.30 m   | 2.311 - 2.362 m | 2.39 m     | 2.0 m    | 2.6 m    |
| 重量     | 約3.25 t | 約7.6 t  |                 | 約7.0 t    | 約5.7 t  | 約6.4 t  |
| 最高速度 | 135 km/h | 140 km/h |                 | 130 km/h   | 130 km/h | 110 km/h |
| 乗員数   | 1+3名    | 2+10名   | 2+2名           | 1+4 - 5名  | 1+6名    | 1+3名    |

## 運用
スイス
スイス陸軍では合計329両のイーグルIとイーグルIIが、赤外線暗視装置と無線機、自衛用のPz Mg 51/71 7.5mm汎用機関銃を装備し、軽装甲偵察車として運用されている。
イーグルIIIも通信装置と監視装置を搭載して砲兵の着弾観測車両として運用されているが、自衛用の機関銃は搭載していない。
 デンマーク
デンマーク陸軍は36両のイーグルIを装備したが、オリジナルに搭載されていたMKB-2 ターレットを取り外している。このほか、90両のイーグルIVを発注した。2017年からはイーグルVの調達を開始し、密閉車体の装甲警備車型とオープントップの偵察型を発注している。2024年時点での運用数は、イーグルIVが84両、イーグルVが59両。
 ドイツ
ドイツ陸軍は672両のイーグルIVの調達を計画しており、そのうち198両を発注して2008年から引き渡しが開始された。また2025年7月には、Duro3 Yak装甲救急車の後継として、77両のイーグルV（6輪型）の納入が開始された。
ドイツ海軍でも、3両のイーグルV装甲救急車（6輪型）の受領を予定している。

## ギャラリー

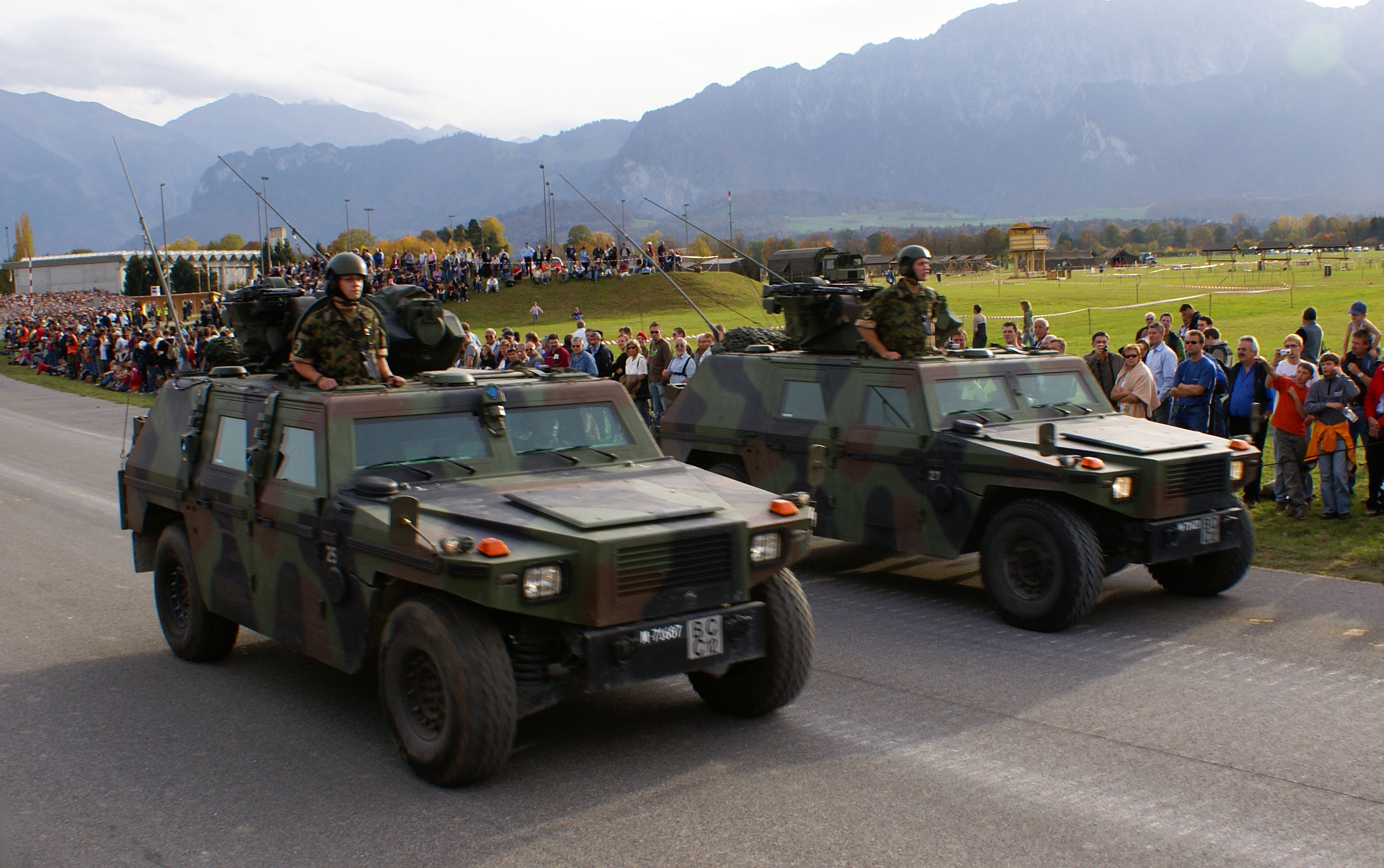
スイス軍のイーグルII軽装甲偵察車
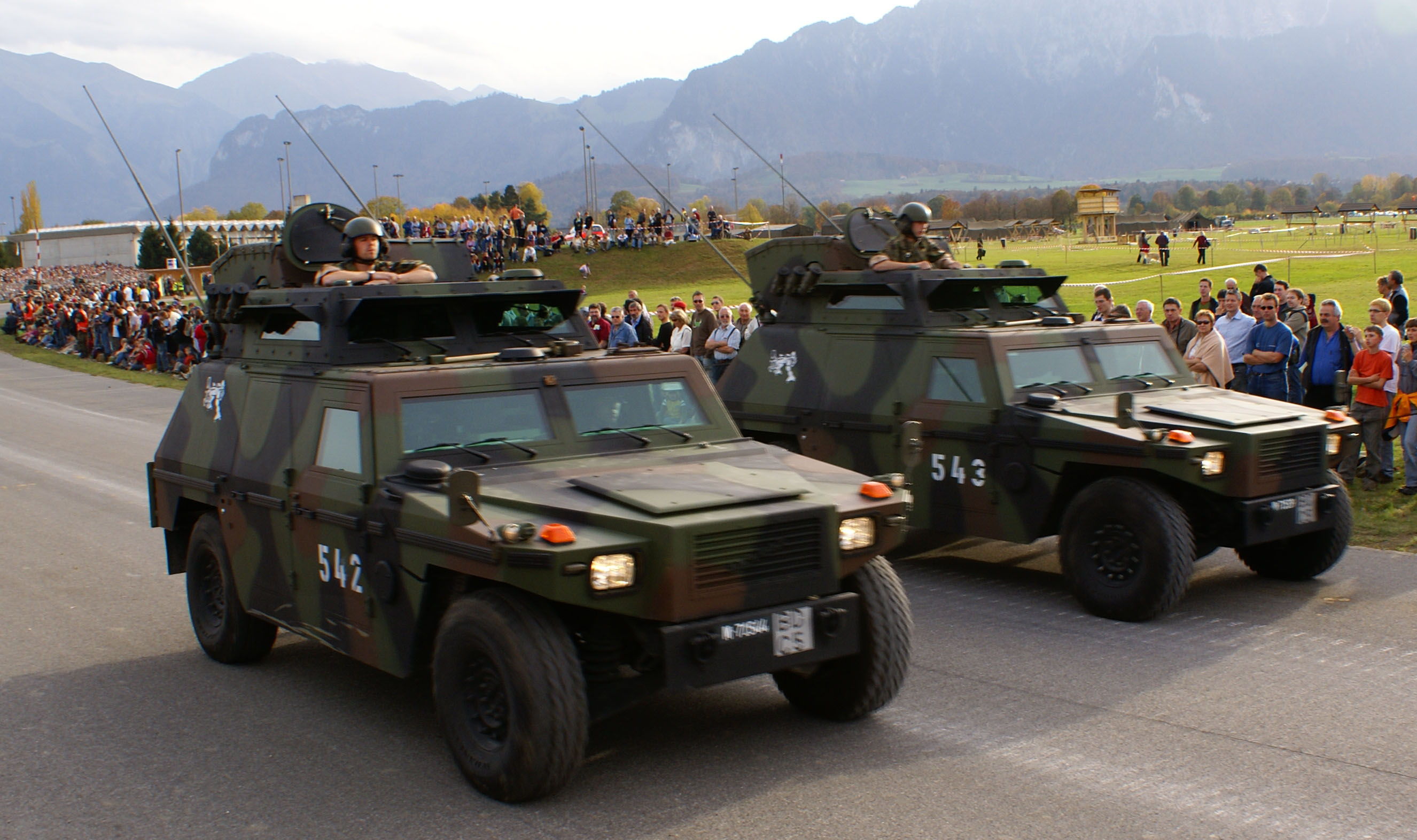
スイス軍のイーグルIII砲兵観測車
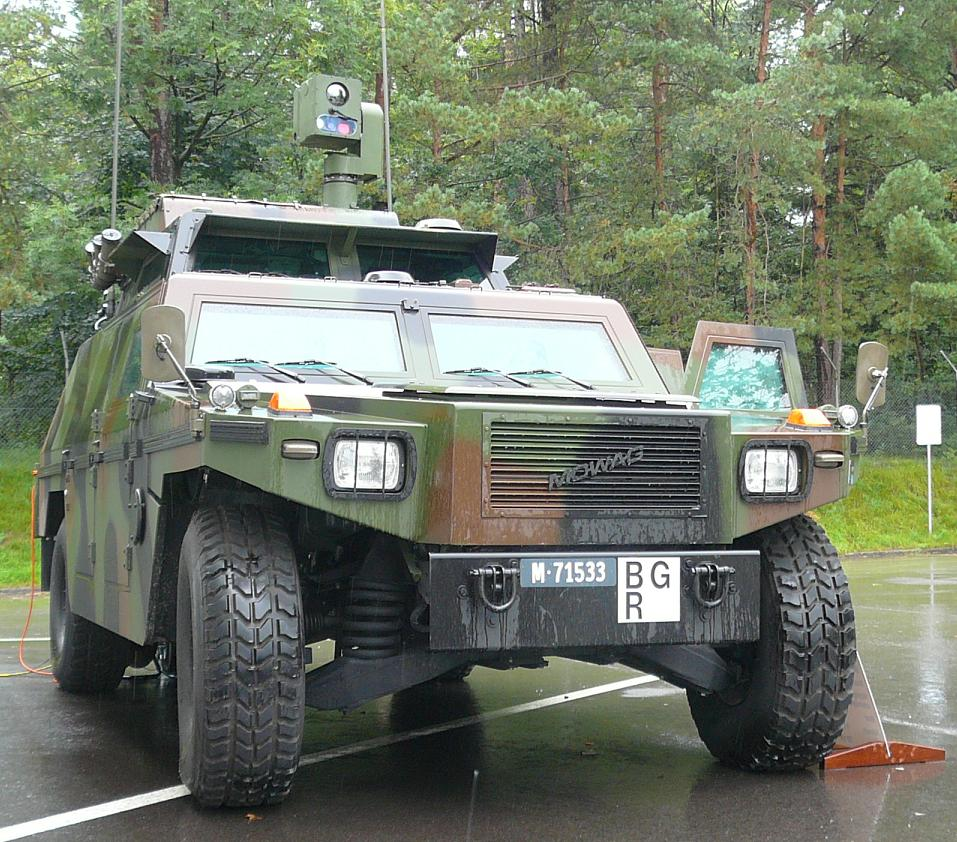
イーグルIII砲兵観測車 車体上部から観測用マストが突き出ている
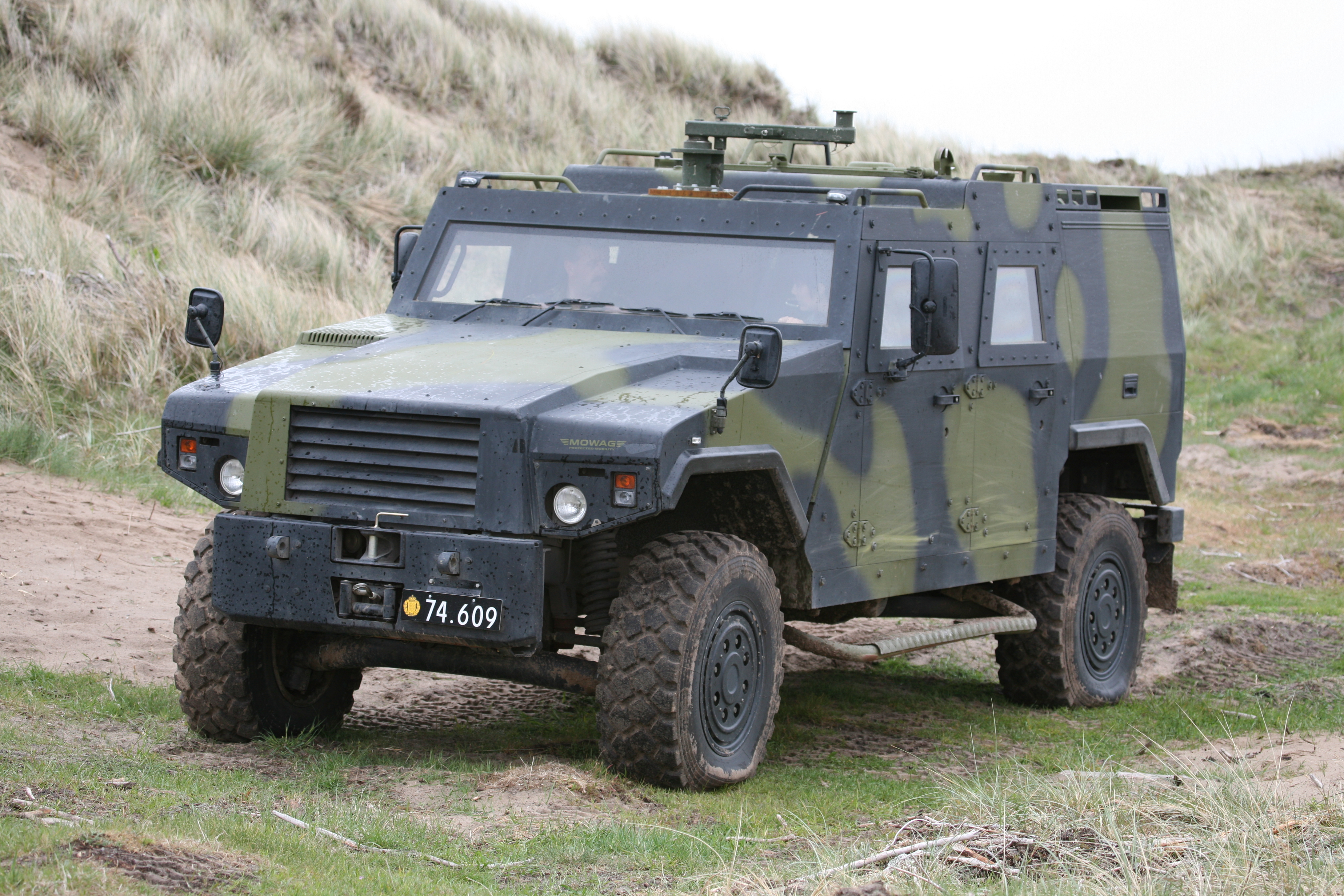
イーグルIV